# Чикамо-Бич (город, Миннесота)
Чикамо-Бич  (англ. Chickamaw Beach) — город в округе Касс, штат Миннесота, США. На площади 6,6 км² (5,7 км² — суша, 1 км² — вода), согласно переписи 2002 года, проживают 148 человек. Плотность населения составляет 26,1 чел./км².
- FIPS-код города — 27-11296[1]
- GNIS-идентификатор — 0641152[2]